# Aldosi
Un aldoso (o aldosio) è un monosaccaride contenente nella molecola un gruppo aldeidico. Può essere considerato derivato dal corrispondente polialcol per ossidazione di un gruppo alcolico primario.
In soluzione con acqua assume carattere acido poiché dotato di un idrogeno terminale fortemente acido.
La sua formula bruta è CnH2nOn con n maggiore o uguale a tre.
Gli aldosi reagiscono come le aldeidi e gli alcoli possedendo entrambi i gruppi funzionali.

## Classificazione
Gli aldosi possono essere classificati in base al numero di atomi di carbonio che sono contenuti nella loro molecola:
- esiste un solo aldoso a 3 atomi di carbonio (aldotrioso), ed è la gliceraldeide;
- sono aldotetrosi (a 4 atomi di carbonio) l'eritrosio ed il treosio;
- sono aldopentosi (a 5 atomi di carbonio) il ribosio, l'arabinosio, lo xilosio ed il lixosio. Un espediente mnemonico spesso utilizzato per ricordare gli aldopentosi è il seguente: "Ring All Xylophones Loud".
- sono aldoesosi (a 6 atomi di carbonio) l'allosio, l'altrosio, il glucosio, il mannosio, il gulosio, l'idosio, il galattosio ed il talosio. Un espediente mnemonico utilizzato per ricordare gli otto aldoesosi è il seguente: "All Altruists Gladly Make Gum In Gallon Tanks".